# WiGig
WiGig是一套60GHz无线网络协议，包括目前的IEEE 802.11ad标准和即将推出的IEEE 802.11ay标准。
WiGig技术规格允许设备在不使用线缆的情况下进行数千兆的高速通信，这将使高性能的无线数据传输、显示和音频应用成为可能，并可作为过去的无线局域网技术的互补。WiGig三频段设备可以在2.4GHz、5GHz和60GHz频段上工作，最高可以以7Gbit/s的速度传输数据，几乎与8个频段的802.11ac一样快。这相当于802.11n最高速率的11倍——但同时与现有的Wi-Fi设备保持兼容。60GHz的毫米波信号通常无法穿透墙壁，但信号可以被墙壁、天花板、地板和其他内建WiGig系统“波束成形”特性的物体反射。在漫游离开主房间时，无线协议可以自动利用更低的频段在低速下工作，比如2.4GHz和5GHz，这两种频段均可穿墙。
WiGig这个名字来自于无线千兆联盟，最初成立是为了促进IEEE 802.11ad的应用。现已并入Wi-Fi联盟。

## 歷史
- 2009年5月，成立无线千兆联盟以推廣IEEE 802.11ad標準。[6][7][8][9][10][11]
- 2009年12月，推出了WiGig 1.0版技術規格。[12][13][14][15][16]
- 2010年5月，WiGig聯盟發表其技術規範，並且開始進行其應用計劃，以及公佈和Wi-Fi联盟的聯絡協定，藉此合作延伸Wi-Fi技術。[17][18]
- 2011年6月，WiGig聯盟公佈了可以進行認證的1.1版技術規格。[17]
- 2012年12月，IEEE标准协会發表的IEEE 802.11ad-2012加入了IEEE 802.11家族。[19]
- 2016年，Wi-Fi聯盟推出了WiGig產品的認證計畫。[20]
- 第2代WiGig標準IEEE 802.11ay於2021年7月28日發表。[21]